# 日産・ローグ
ローグ（ROGUE）は日産自動車が北米市場で販売するクロスオーバーSUV（CUV）である。

## 初代 J10（S35）型（2007年 - 2016年）
2007年1月の北米国際オートショーで発表。欧州市場に投入されるキャシュカイ（日本名デュアリス）の北米版にあたるモデルで、内装デザインは共通であるが、外寸は全長4,645mm×全幅1,800mm×全高1,660mm、ホイールベース2,690mmと、キャシュカイに比べてそれぞれ335mm、20mm、48mm、60mm拡大されている。また外観も中型SUVのムラーノに近いものとなっている。
プラットフォームには、キャシュカイやルノーサムスン・QM5（ルノー・コレオス）などと同じCプラットフォームが採用され、内装パーツの多くをキャシュカイと共用するものの、パーキングブレーキについてはムラーノと同じ足踏み式が採用されている。なお、型式はキャシュカイと同じJ10型を名乗る。
エンジンは直列4気筒 2.5L QR25DE型を搭載し、トランスミッションはエクストロニックCVTのみの設定となる。駆動方式はFFと4WDが用意されるが、後者はオールモード4X4にヨー・モーメント・コントロールが追加された新システムが採用される。
また、2009年12月以降の2010年モデルからは専用のフロントグリルや17インチホイールなどを装着したカスタムカー、「Krōm」が発売された。なお、「Krōm」が設定されるのは、キューブに次いで2番目であるが、キューブはライダーの北米向け輸出仕様であるのに対し、これは北米独自のモデルとなる。
2008年11月11日には、日産の現地法人である韓国日産を通じて韓国国内で販売開始。日産ブランド初の販売車としてムラーノと共に投入された。
2010年7月30日、2011年モデルを発表。ヘッドランプやグリル、バンパーなど外観が大幅に改良され、よりムラーノに近いデザインとなった。また、18インチアルミホイールも新たに設定されている。
その後、極端な円高が続き収益性が悪化しているため、2014年のフルモデルチェンジに伴い生産を終了する予定だったが、2012年に前年比14.3％高、2013年1-8月期も前年同期比16％高の販売台数を記録するなど当代の人気の高さが証明されたため、生産継続を決定。2013年9月27日に車名を「ローグセレクト」と改称し、価格を引き下げた上で2014年以降も2代目と併売することを発表した。
2016年、販売終了。後継車種として、J11型キャシュカイをベースとした「ローグスポーツ」を2017年春期に投入。

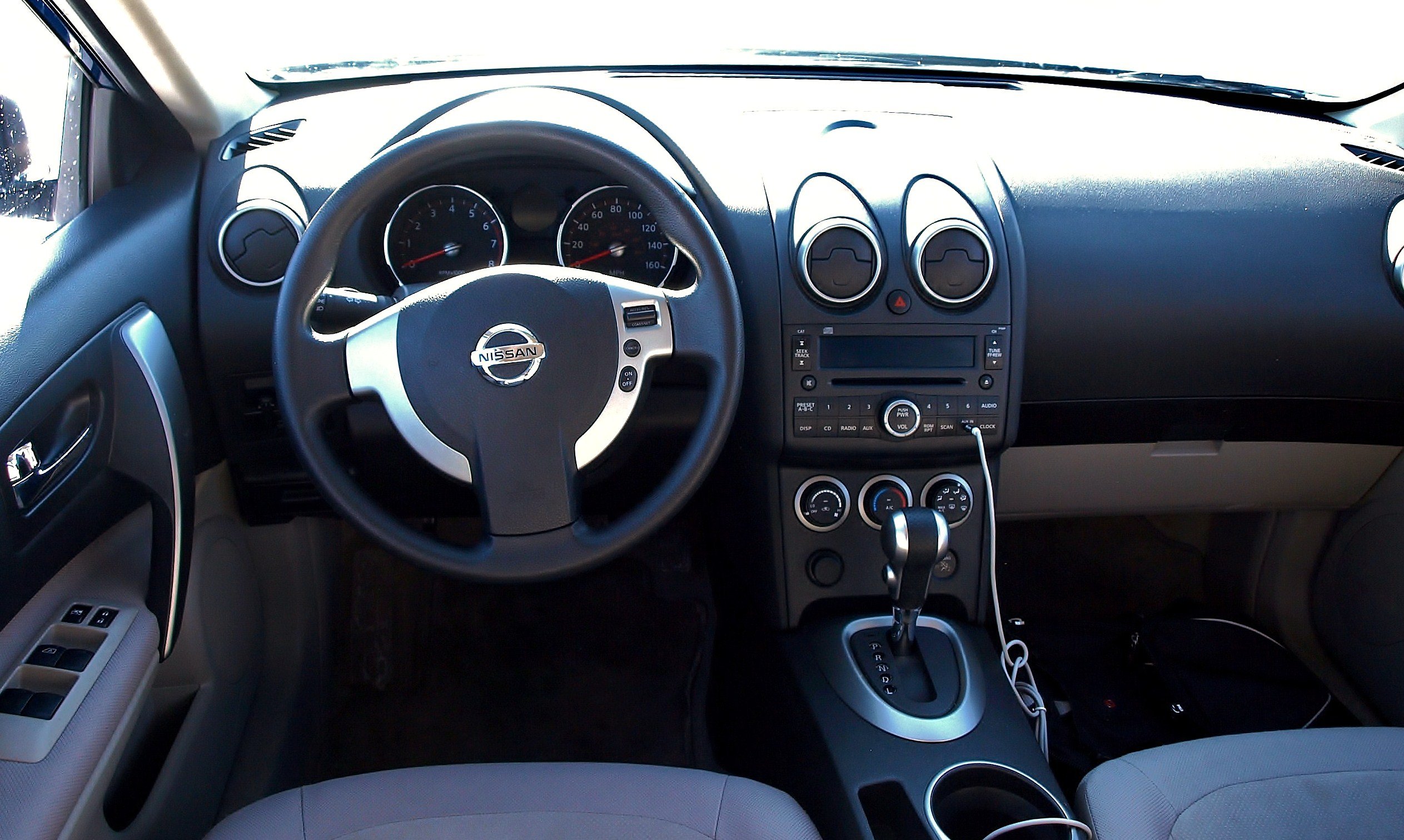
インテリア

## 2代目 T32型（2013年 - 2020年）
2013年9月10日、世界初公開。同日、フランクフルトモーターショーでワールドプレミアされた3代目エクストレイルとの兄弟車となり、型式もT32型に移行。デザイナーはのちにE13型ノートやノート オーラに携わった村林和展である。プラットフォームアーキテクチャについてもエクストレイル同様、新開発のCMF C/Dを採用している。ただし、搭載されるエンジンはエクストレイルとは異なり、先代で採用されたQR25DEの改良版となる。
米国市場では同年11月より販売開始されたが、従来販売されていた韓国市場では2014年11月よりJ11型キャシュカイを、台湾市場では2015年5月よりT32型エクストレイルをそれぞれ後継車種として投入したため、当代の両市場での販売は行われない。
生産については、ルノーサムスン自動車（RSM）が経営悪化からの脱却を図るべく掲げた「RSM2012リバイバルプラン」の一環として、ルノー・日産アライアンスの出資の下、2013年下半期の米国日産スマーナ工場での生産開始に加え、2014年より年間8万台規模で同社釜山工場でも生産することが発表されている。この決定は、日産側にとっては米国製造分だけでは足りない分を韓国から補え、RSM側にとっては工場稼働率の向上と地域産業の活性化に寄与するという双方にとって大きなメリットがあることに加え、米韓FTA発効により、将来的に関税が撤廃されることに鑑みてのものでもある。なお、RSMにとっては初の北米市場への輸出となる。
2014年9月26日、RSM釜山工場で生産されたローグの最初の4千台が釜山新港から北米に向けて出荷された。
2015年2月5日、ルノー日産アライアンスからの増産要請を受け、RSM釜山工場での生産量を年8万台から11万台へ変更。
2015年7月9日、秋から発売開始される2016年モデルの概要を発表。併せて、上述2工場に加えて日産自動車九州でも2016年春より生産することを発表。日産では年産10万台程度の規模での生産を計画することで、2016年度に日本国内での生産台数が100万台を回復することを見込んでいる。

## 3代目 T33型（2020年 - ）
2020年6月15日に北米で発表。
歩行者検出機能付エマージェンシーブレーキ、ブラインドスポットワーニング、リアクロストラフィックアラート、車線逸脱警告、ハイビームアシスト、リア自動ブレーキなどで構成される「ニッサン・セーフティ・シールド360」を日産車で初めて採用し、全グレードに「インテリジェントドライバーアラートネス・テクノロジー」と「リアドアアラート」を標準装備とした。
加えて、ローグ初となる最新版プロパイロットを搭載。
インテリアには、電気式シフトを採用したことで実現したフローティング式を採用。これは2020年11月に日本で発表されたE13型ノートにも採用されている。
プラットフォームは先代のキャリーオーバーだが、パワーユニットは同じ2.5Lながらも一新され、L34型アルティマにも採用済の直噴エンジン・PR25DD型を搭載する。
尚、2021年2月18日にAmazon Liveを介して正式発表された4代目（日本の場合は3代目）三菱・アウトランダーのプラットフォームは当代と共用する。
2022年5月16日にはオーストラリア仕様・同年7月20日には日本仕様・同年9月6日には欧州仕様の「エクストレイル」が4代目にそれぞれフルモデルチェンジされ、外観が3代目ローグとほぼ同一となった（ただし、3仕様共に日産のCIが2020年7月からの現行CIとなり、パワートレインが1.5L直列3気筒DOHC12バルブ可変圧縮比ガソリンターボエンジン・KR15DDT型を搭載したe-POWER仕様で、4WD車は電気自動車のアリアにも採用されている「e-4ORCE（イーフォース）」を採用しており、欧州仕様は1.5L直列3気筒DOHC12バルブ可変圧縮比ガソリンターボエンジン・KR15DDT型を搭載した12Vのマイルドハイブリッドテクノロジー仕様で、オーストラリア仕様は改良型の2.5リッターエンジンという違いがあり、3代目ローグでも2022年モデルからは日産のCIが2020年7月からの現行CIに変更されている）。
生産拠点は先代に引き続き、アメリカのスマーナ工場と日本の日産自動車九州である。

## 車名
ローグ（ROGUE）は英語で「お茶目な」、「悪戯な」という意味を持つことから、これが車名に決定された。しかし、「Rogue」には「悪漢」、「はぐれ者」という意味もあり、アメリカではこの車名が不評でもあるが、後述の関連項目でもあるようにこの名称がもとでコラボレーションを行なった例もある。